# Raveniola xizangensis
Raveniola xizangensis är en spindelart som först beskrevs av Hu och Li 1987.  Raveniola xizangensis ingår i släktet Raveniola och familjen Nemesiidae.
Artens utbredningsområde är Tibet. Inga underarter finns listade i Catalogue of Life.